# Manuel Ibáñez
Manuel "Flaco" Ibáñez (Oaxaca, 17 de outubro de 1946) é um ator mexicano.

## Filmografia
- Vencer el pasado (2021-2022) - Camilo Sánchez
- Antes muerta que Lichita (2015-2016) - Ignacio "Nacho" Gutiérrez
- La sombra del pasado (2014-2015) - Melesio Otero
- Qué pobres tan ricos (2013-2014) - Jesus "O filho de Sumatra" Mendonça
- La mujer del vendaval (2012-2013) - Timoteo Quiñónes
- Triunfo del amor (2010-2011) - Don Napoleón "Napo" Bravo
- Zacatillo (2010) - Profundo Isimo
- Hasta que el dinero nos separe (2009-2010) - Casimiro Gutiérrez "Gutierritos"
- Camaleones (2009-2010) - Leonidas "El Amo" / Horacio García Montaño
- Un gancho al corazón (2008) - Dr. Lefort
- Al diablo con los guapos (2008) - Don Manuel "Meño" Morales
- Las tontas no van al cielo (2008) - Don Manuel "Meño" Morales
- Destilando amor (2007) - Ele mesmo
- Vecinos (2005-2008) - Jorjais
- Amor mío (2006-2007) - Andrés Sinclair
- Amor extremo (2006)
- Sexo, amor y otras perversiones 2 (2006)
- Barrera de amor (2005-2006) - Nicanor López
- Rubí (2004) - Onésimo Segundo Raboso
- Hospital el paisa (2004)
- Clap... el lugar de tus sueños (2003) - Padre Constantino
- Amor real (2003) - Remigio Quintero
- Mujer, casos de la vida real
- Navidad sin fin (2001) - Darro
- El juego de la Vida (2001) - Augusto Vidal
- Primer amor... a 1000 X Hora (2000) - Conrado Baldomero
- Carita de ángel (2000) - Cándido
- Tres mujeres (1999) - Héctor Gómez
- ¿Qué nos pasa?
- Ángela (1998) - Ramiro
- Mi Yegua bronca (1998)
- Las mulas del pueblo (1997)
- La chiva loca (1996)
- La culpa (1996) - Raúl Nava
- Balazos en la capirucha (1996)
- El talachas y su meneito (1996)
- El sexo no causa impuestos (1995)
- El burócrata (1995)
- Violencia en la obscuridad (1995)
- Rojo total (1995)
- Acapulco, cuerpo y alma (1995) - Teodoro
- Asesinos por naturaleza (1995)
- Tremendo Escopetón (1995)
- La cantina (1994)
- La Olimpiada del barrio (1994)
- Me muero de la risa (1993)
- Inseminación artificial (1993)
- Valentina (1993) - Rigoberto "Rigo" Pérez
- La fichera más rápida del oeste
- Movidas chuecas (1992)
- Los hojalateros (1991)
- No me des las... gracias llorando (1991)
- Lola la trailera 3 (1991)
- El bizcocho del Panadero (1991)
- Operación Tijuana (1991)
- Las travesuras del diablo (1991)
- La pistola del pájaro (1991)
- El callejón de los cocolasos (1991)
- Tequileros del Rio Grande (1991)
- La leyenda del escorpión (1991)
- Serpiente (1991)
- El pájaro tata (1991)
- Narcovictimas (1991)
- Dando y dando (1990)
- Dos judiciales en aprietos (1990)
- Los aboneros del amor (1990)
- Tacos, tortas y enchiladas - La Rifa (1990)
- Inesperada venganza (1990)
- El dandy y sus mujeres (1990)
- Muerte bajo la piel (1990)
- Muertes violentas (1990)
- Noche de recamareras (1990)
- Tarot sangriento (1990)
- El pozo del diablo (1990)
- El reportero (1990)
- El lechero del barrio (1990)
- Brutalidad judicial (1990)
- Duelo de rufianes (1990)
- Compadres a la Mexicana (1990)
- Las guerreras del amor (1989)
- Las novias del lechero (1989)
- El garañón (1989)
- Solo para adúlteros (1989)
- Los rateros (1989)
- El nacimiento de un guerrillero (1989)
- Un macho en el reformatorio de señoritas (1989)
- El rey de las ficheras (1989)
- La portera ardiente (1989)
- Las borrachas (1989)
- En un motel nadie duerme (1989)
- Picardía nacional (1989)
- Dos camioneros con suerte (1989)
- Pilas calientes (1989)
- La chamarra de la muerte (1989)
- El chorizo del carnicero (1989)
- La Bamba sangrienta (1989)
- Día de muertos (1988)
- El gran relajo mexicano (1988)
- Los maistros (1988)
- Agapito se mete en todo (1988)
- La ley del coyote (1988)
- Los hermanos machorro (1988)
- La nalgada de oro (1988)
- Para que dure no se apure (1988)
- La quinta del amor (1988)
- La mujer policía (1987)
- La ruletera (1987)
- Es Talon y cobra (1987)
- Destrampados in Los Angeles (1987)
- Un macho en el salón de belleza (1987)
- Toda la vida (1986)
- Perseguido por la ley (1986)
- Las movidas del mofles (1986)
- Un macho en la cárcel de mujeres (1986)
- De todas... todas! (1985)
- Llegamos los fregamos y nos fuimos (1985)
- Vivir un poco (1985) - Leonardo Rafael Fernández
- Ah que viejas canciones tan calientes (1985)
- El rey de la vecindad (1985)
- La pulquería ataca de nuevo (1985)
- Siempre en domingo (1984)
- Emanuelo (1984)
- Nosotros los pelados (1984)
- Las glorias del gran Púas (1984)
- Se sufre pero se goza (1984)
- Adiós Lagunilla, adiós (1984)
- Lagunilla 2 (1983)
- Hogar dulce hogar (1978-1982) - Manuel
- Cosa fácil (1982)
- Días de combate (1982)
- Una gallina muy ponedora (1982)
- La pulquería 2 (1982)
- D.F./Distrito Federal (1981)
- La pulquería (1981)
- Lagunilla, mi barrio (1981)
- El mil usos (1981)
- La grilla (1980)
- Buscando un campeón (1980)
- El alburero (1979)
- Pasajeros en transito (1978)
- Actas de Marusia (1976)
- México, México, ra ra ra (1976)
- La derrota (1973)
- Quizá siempre si me muera (1970)

## Prêmios e indicações

### TVyNovelas
| Ano  | Categoria             | Telenovela                 | Resultado |
| ---- | --------------------- | -------------------------- | --------- |
| 2009 | Melhor ator principal | Las tontas no van al cielo | Venceu    |